# Eric Moss
Eric Moss (Rand, Virginia Occidental, 25 de septiembre de 1974-10 de marzo de 2019) fue un jugador profesional de fútbol americano. Era hermanastro de Randy Moss.
En su etapa universitaria jugó en la Universidad de Ohio State.
En 1997 formó parte de la plantilla de los Minnesota Vikings como Tackle ofensivo pero no llegó a disputar ningún encuentro. Dos años después jugó en la NFL Europa, en las filas de los Scottish Claymores como Guard.
Falleció el 10 de marzo de 2019 a los 44 años de edad.